# Gianfranco Pandolfini
Gianfranco Pandolfini (Firenze, 16 settembre 1920 – Firenze, 3 gennaio 1997) è stato un pallanuotista italiano, vincitore di una medaglia d'oro all'olimpiade di Londra 1948 e di un oro agli europei di Montecarlo 1947. Con la R.N. Florentia vinse due scudetti.
Era il fratello di Tullio Pandolfini.